# Kanton Tonneins
Der Kanton Tonneins ist seit 1790 ein französischer Wahlkreis im Arrondissement Marmande im Département Lot-et-Garonne in der Region Nouvelle-Aquitaine. Sein Hauptort ist Tonneins. 
Der Kanton liegt im Mittel auf 45 Meter über dem Meeresspiegel, zwischen 21 m in Tonneins und 185 m in Clairac.

## Gemeinden
Der Kanton besteht aus 13 Gemeinden mit insgesamt 18.373 Einwohnern (Stand: 1. Januar 2022) auf einer Gesamtfläche von 249,84 km²:
| Gemeinde                | Einwohner 1. Januar 2022 | Fläche km² | Dichte Einw./km² | Code INSEE | Postleitzahl |
| ----------------------- | ------------------------ | ---------- | ---------------- | ---------- | ------------ |
| Brugnac                 | 179                      | 14,74      | 12               | 47042      | 47260        |
| Castelmoron-sur-Lot     | 1.830                    | 23,25      | 79               | 47054      | 47260        |
| Clairac                 | 2.576                    | 33,78      | 76               | 47065      | 47320        |
| Coulx                   | 254                      | 16,32      | 16               | 47071      | 47260        |
| Fauillet                | 857                      | 14,23      | 60               | 47095      | 47400        |
| Grateloup-Saint-Gayrand | 470                      | 20,67      | 23               | 47112      | 47400        |
| Hautesvignes            | 166                      | 8,85       | 19               | 47118      | 47400        |
| Labretonie              | 169                      | 11,80      | 14               | 47122      | 47350        |
| Lafitte-sur-Lot         | 814                      | 15,99      | 51               | 47127      | 47320        |
| Laparade                | 395                      | 16,22      | 24               | 47135      | 47260        |
| Tonneins                | 9.461                    | 34,78      | 272              | 47310      | 47400        |
| Varès                   | 658                      | 16,79      | 39               | 47316      | 47400        |
| Verteuil-d’Agenais      | 544                      | 22,42      | 24               | 47317      | 47260        |
| Kanton Tonneins         | 18.373                   | 249,84     | 74               | 4718       | –            |

Bis zur landesweiten Neuordnung der französischen Kantone im März 2015 gehörten zum Kanton Tonneins die fünf Gemeinden Clairac, Fauillet, Lafitte-sur-Lot, Tonneins und Varès. Sein Zuschnitt entsprach einer Fläche von 115,57 km2. Er besaß vor 2015 einen anderen INSEE-Code als heute, nämlich 4732.

## Bevölkerungsentwicklung
| 1962   | 1968   | 1975   | 1982   | 1990   | 1999   |
| ------ | ------ | ------ | ------ | ------ | ------ |
| 12.270 | 12.951 | 13.471 | 13.655 | 13.852 | 13.628 |